# Iponjola
Iponjola ist ein Verwaltungsbezirk (Ward) des Distrikts Rungwe in der tansanischen Region Mbeya. Er grenzt im Nordwesten und im Norden an den Bezirk Kyimo, im Osten an Lufingo, im Süden an Ikuti und im Westen an Lupepo.

## Geografie
Iponjola liegt im Südwesten von Tansania und gehört zur Mittellandzone des Distrikts. Die Jahresniederschlagsmenge liegt zwischen 800 und 2200 Millimeter. Die Fläche des Bezirks umfasst 25 Quadratkilometer und bei der Volkszählung 2022 lebten hier 7115 Menschen in 1904 Haushalten.

## Geschichte
Bis zur Volkszählung 2012 war Iponjola Teil des Bezirks Lufingo und wurde erst danach abgespalten.

## Gliederung
Der Bezirk besteht aus vier Gemeinden (Mtaa) mit 13 Orten (Kitongoji):
| Iponjola - Iponjola - Njelenje - Ngena | Ilalabwe - Ilalabwe - Bujesi - Igisa - Ipangalwigi | Lugombo - Lugombo - Ipande - Lupaso - Bujela | Ngana - Ngana - Ibagha |

## Wirtschaft und Infrastruktur
- Landwirtschaft: Die wichtigsten Nutzpflanzen sind Bananen, die auf 590 Hektar angebaut werden. Daneben werden noch Mais (91 ha) und Bohnen kultiviert (38 ha). Kaffee (45 ha) und Tee (43 ha) sind die wichtigsten Produkte für den Export (Stand 2015).[9]
- Bildung: Die Iponjola Secondary School bildet Jugendliche bis zur 4. Stufe aus.[10]
- Gesundheit: Das Gesundheitszentrum in Iponjola betreut Patienten stationär und ambulant.[11] Apotheken befinden sich in den Orten Ilalabwe[12] und Lugombo.[13]